# Тихон, Виктория Сергеевна
Виктория Сергеевна Тихон (4 сентября 2001, Минск) — белорусская футболистка, нападающая сербского клуба «Спартак» (Суботица).
Родилась в Минске. Футболом начала заниматься в 2011 году в школе «Минска» (первый тренер — Александр Суворов). Во взрослой команде выступает с 2018 года, также вызывалась в сборные Беларуси U-17 и U-19.
В 2021—2022 годах выступала за российскую команду «Рязань-ВДВ». В 2023 году перешла в сербский клуб «Спартак» (Суботица).

## Достижения
командные
- Чемпионат Белоруссии по футболу среди женщин
  - чемпион (2): 2018, 2019
  - серебряный призёр (1): 2020
- Кубок Белоруссии по футболу среди женщин
  - обладатель (2): 2018, 2019
  - финалист (1): 2020
- Суперкубок Белоруссии по футболу среди женщин
  - обладатель (3): 2018, 2019, 2020

личные
- участник Лиги чемпионов

## Командная статистика
| Выступление      | Выступление      | Выступление      | Лига | Лига | Кубок | Кубок | Суперкубок | Суперкубок | Еврокубки | Еврокубки | Итого | Итого |
| Клуб             | Лига             | Сезон            | Игры | Голы | Игры  | Голы  | Игры       | Голы       | Игры      | Голы      | Игры  | Голы  |
| ---------------- | ---------------- | ---------------- | ---- | ---- | ----- | ----- | ---------- | ---------- | --------- | --------- | ----- | ----- |
| Минск            | высшая           | 2018             | 5    | 5    | 3     | 0     | —          | —          | —         | —         | 8     | 5     |
| Минск            | высшая           | 2019             | 19   | 14   | 3     | 1     | —          | —          | 1         | 0         | 23    | 15    |
| Минск            | высшая           | 2020             | 19   | 6    | 3     | 0     | 1          | 0          | 4         | 0         | 27    | 6     |
| Минск            | Итого            | Итого            | 43   | 25   | 9     | 1     | 1          | 0          | 5         | 0         | 58    | 26    |
| Рязань-ВДВ       | высшая           | 2021             | 23   | 0    | 3     | 2     | —          | —          | —         | —         | 26    | 2     |
| Рязань-ВДВ       | высшая           | 2022             | 23   | 4    | 2     | 2     | —          | —          | —         | —         | 25    | 6     |
| Рязань-ВДВ       | Итого            | Итого            | 46   | 4    | 5     | 4     | —          | —          | —         | —         | 51    | 8     |
| Всего за карьеру | Всего за карьеру | Всего за карьеру | 89   | 29   | 14    | 5     | 1          | 0          | 5         | 0         | 109   | 34    |